# 中根町 (名古屋市)
中根町（なかねちょう）は、愛知県名古屋市瑞穂区の地名。現行行政地名は中根町1丁目から中根町5丁目。住居表示未実施地域。

## 地理
名古屋市瑞穂区南東部に位置する。東は白砂町、西は丸根町、南は井の元町・関取町、北は弥富通に接する。

## 歴史

### 町名の由来
中根村の名称による。「中根」の由来については諸説あり、『尾張国地名考』では「長峰」が約されたものであるとするほか、「真ん中にある峰」の意とする説もある。1190年（文治6年）に書かれた『吾妻鏡』には「尾張国長包（ながね）庄」と記載があり、この「長包庄」は当地と比定されている。

### 沿革
- 1952年（昭和27年）4月10日 - 瑞穂区弥富町字薬師・丸田・平子・東畑・浅岡・横成・西畑・安川・内山・寄驚・松井・五反田の各一部により、同区中根町1〜5丁目として成立[1]。
- 1971年（昭和46年）4月20日 - 5丁目の一部が井の元町に編入される[5]。

## 世帯数と人口
2019年（平成31年）3月1日現在の世帯数と人口は以下の通りである。
| 町丁   | 世帯数  | 人口    |
| ------ | ------- | ------- |
| 中根町 | 875世帯 | 2,098人 |

### 人口の変遷
国勢調査による人口の推移
| 1955年（昭和30年） | 615人   | [ 6 ]     |  |
| 1960年（昭和35年） | 901人   | [ 7 ]     |  |
| 1965年（昭和40年） | 1,596人 | [ 7 ]     |  |
| 1970年（昭和45年） | 2,042人 | [ 8 ]     |  |
| 1975年（昭和50年） | 2,050人 | [ 8 ]     |  |
| 1980年（昭和55年） | 2,144人 | [ 9 ]     |  |
| 1985年（昭和60年） | 2,027人 | [ 9 ]     |  |
| 1990年（平成2年）  | 2,077人 | [ 10 ]    |  |
| 1995年（平成7年）  | 1,950人 | [ 11 ]    |  |
| 2000年（平成12年） | 2,013人 | [ WEB 6 ] |  |
| 2005年（平成17年） | 2,045人 | [ WEB 7 ] |  |
| 2010年（平成22年） | 2,047人 | [ WEB 8 ] |  |
| 2015年（平成27年） | 2,092人 | [ WEB 9 ] |  |

## 学区
市立小・中学校に通う場合、学校等は以下の通りとなる。また、公立高等学校に通う場合の学区は以下の通りとなる。
| 番・番地等 | 小学校               | 中学校               | 高等学校 |
| ---------- | -------------------- | -------------------- | -------- |
| 全域       | 名古屋市立中根小学校 | 名古屋市立萩山中学校 | 尾張学区 |

## 施設
- 東八幡社[2]

## その他

### 日本郵便
- 郵便番号 : 467-0055[WEB 3]（集配局：瑞穂郵便局[WEB 12]）。

### WEB
1. ↑  “愛知県名古屋市瑞穂区の町丁・字一覧”.   人口統計ラボ. 2019年3月21日閲覧。
2. 1 2  “町・丁目(大字)別、年齢(10歳階級)別公簿人口(全市・区別)”.   名古屋市 (2019年3月20日). 2019年3月21日閲覧。
3. 1 2  “郵便番号”.  日本郵便. 2019年3月17日閲覧。
4. ↑  “市外局番の一覧”.   総務省. 2019年1月6日閲覧。
5. ↑  名古屋市役所市民経済局地域振興部住民課町名表示係 (2015年2月10日). “瑞穂区の町名一覧”.   名古屋市. 2015年10月8日閲覧。
6. ↑  名古屋市役所総務局企画部統計課統計係 (2005年7月1日). “（刊行物）名古屋の町(大字)・丁目別人口 (平成12年国勢調査) (8)瑞穂区(第1表から第3表)” (XLS). 2015年10月15日閲覧。
7. ↑  名古屋市役所総務局企画部統計課統計係 (2007年6月27日). “（刊行物）名古屋の町(大字)・丁目別人口 (平成17年国勢調査) (8)瑞穂区(第1表から第3表）” (XLS). 2015年10月15日閲覧。
8. ↑  名古屋市役所総務局企画部統計課統計係 (2012年4月22日). “（刊行物）名古屋の町(大字)・丁目別人口 (平成22年国勢調査) (8)瑞穂区(第1表から第3表）” (XLS). 2015年10月15日閲覧。
9. ↑  名古屋市役所総務局企画部統計課統計係. “（刊行物）名古屋の町(大字)・丁目別人口 (平成27年国勢調査) (8)瑞穂区(第1表から第3表）” (XLS). 2019年3月20日閲覧。
10. ↑  “市立小・中学校の通学区域一覧”.   名古屋市 (2018年11月10日). 2019年1月14日閲覧。
11. ↑  “平成29年度以降の愛知県公立高等学校（全日制課程）入学者選抜における通学区域並びに群及びグループ分け案について”.   愛知県教育委員会 (2015年2月16日). 2019年1月14日閲覧。
12. ↑  “郵便番号簿 平成29年度版” (PDF).   日本郵便. 2019年3月21日閲覧。

### 書籍
1. 1 2  瑞穂区制施行50周年記念事業実行委員会 1994, p. 612.
2. 1 2 3  「角川日本地名大辞典」編纂委員会 1989, p. 1520.
3. 1 2  名古屋市計画局 1992, p. 394.
4. 1 2  木全秀視 2007, p. 114.
5. ↑  瑞穂区制施行50周年記念事業実行委員会 1994, p. 605.
6. ↑  名古屋市総務局企画室統計課 1957, p. 84.
7. 1 2  名古屋市総務局企画部統計課 1967, p. 79.
8. 1 2  名古屋市総務局統計課 1977, p. 53.
9. 1 2  名古屋市総務局統計課 1986, p. 75.
10. ↑  名古屋市総務局企画部統計課 1991, p. 44.
11. ↑  名古屋市総務局企画部統計課 1996, p. 113.

### 統計資料
- 名古屋市総務局企画室統計課 編『昭和31年版 名古屋市統計年鑑』名古屋市、1957年。
- 名古屋市総務局企画部統計課 編『昭和41年版 名古屋市統計年鑑』名古屋市、1967年。
- 名古屋市総務局統計課 編『昭和51年版 名古屋市統計年鑑』名古屋市、1977年。
- 名古屋市総務局統計課 編『昭和60年国勢調査 名古屋の町・丁目別人口（昭和60年10月1日現在）』名古屋市役所、1986年。
- 名古屋市総務局企画部統計課 編『平成2年国勢調査 名古屋の町（大字）別・年齢別人口（平成2年10月1日現在）』名古屋市役所、1994年。
- 名古屋市総務局企画部統計課 編『平成7年国勢調査 名古屋の町（大字）・丁目別人口（平成7年10月1日現在）』名古屋市役所、1996年。